# Godzilla gegen Destoroyah
Godzilla gegen Destoroyah (jap. ゴジラvsデストロイア, Gojira tai Desutoroia) ist ein japanischer Kaiju Eiga (Riesenmonsterfilm) von Takao Okawara, der schon bei Godzilla – Kampf der Sauriermutanten und Godzilla gegen MechaGodzilla II die Regie übernahm. Mit diesem Film endet die Godzilla-Heisei-Reihe, die 1984 mit Godzilla – Die Rückkehr des Monsters begann. Godzilla gegen Destoroyah war der letzte japanische Godzilla-Film vor Roland Emmerichs Godzilla von 1998.

## Handlung
Als Miki einen Kontrollflug über Godzillas Insel macht, stellt sie fest, dass es die Insel nicht mehr gibt.
Zeitgleich taucht Godzilla in Hongkong auf, aber sein Äußeres hat sich stark verändert. Die Rückenplatten, Bereiche seiner Beine, Brust, Arme und Augen leuchten rot und aus fast jeder Pore seines Körpers dampft es.
In der Zentrale der G-Force ist man zuerst ratlos. Doch Kenichi Yamane, Enkel des berühmten Doktor Yamane und Sohn von dessen Ziehsohn Shinkichi (Godzilla, 1954), hat eine Theorie, was mit Godzilla los ist: Godzillas Körper gleicht einem Kernkraftwerk, das vor einer gewaltigen Explosion steht. Die Reporterin Yukari Yamane, die Enkelin des berühmten Doktors und Schwester von Kenichi, versucht inzwischen, Informationen über eine neue Erfindung des Wissenschaftlers Doktor Ijuin herauszufinden. Denn ihre Tante Emiko Yamane, die Tochter von Dr. Yamane, warnt, dass es sich bei der neuen Erfindung um eine Abwandlung des Oxygen-Zerstörers handelt.
In Tokio häufen sich merkwürdige Unfälle. Doktor Ijuin findet heraus, dass beim ersten Einsatz des Oxygen-Zerstörers 1954, mit dem der erste Godzilla getötet werden konnte, mehrere Organismen getroffen wurden, die all die Jahre unentdeckt blieben, aber nun zu mutieren beginnen.
Godzilla wird von der Super-X III mit Kühlraketen beschossen, um die nahende Explosion hinauszuzögern. Kenichi hat herausgefunden, dass dadurch keine Explosion eintritt, sondern eine Kernschmelze, die um einiges verheerender ist als eine Explosion.
Die Organismen sind inzwischen deutlich zu Menschengröße herangewachsen. Die Armee versucht, die Wesen mit Ultra-Niedrigtemperatur-Waffen zu töten. Dieser Versuch bleibt erfolglos: Die Wesen verschmelzen zu einem noch größeren Geschöpf, das Doktor Ijuin Destoroyah nennt. Die Leute in der G-Force sehen nur noch eine Möglichkeit, Destoroyah aufzuhalten: Da Godzilla nicht kämpfen darf, weil dadurch die Kernschmelze noch schneller einsetzt, versuchen Miki und Meru Ozawa mit Telepathie, Godzilla junior zu Destoroyah zu bringen. Er schafft es tatsächlich, Destoroyah vorerst kampfunfähig zu machen.
Auf der Suche nach seinem Sohn ist Godzilla in Tokio angekommen. Beide kommunizieren miteinander, doch es dauert nicht lange, bis Destoroyah wiederkommt, größer und gewaltiger als zuvor. Er macht sich sofort auf den Weg zu den beiden und rächt sich an Godzilla junior, in dem er ihn in ein Gebäude wirft. Godzilla junior stirbt daraufhin.
Rasend vor Wut bekämpft Godzilla Destoroyah bis aufs Blut. Die Super-X III hält sich in der Nähe bereit, um Godzilla im richtigen Moment einzufrieren. Dieser geht zu seinem Sohn, haucht ihm seine letzten Lebenskräfte ein und vernichtet schließlich mit Hilfe der Armee Destoroyah.
Doch Godzilla ist angeschlagen, seine Rückenplatten fangen an zu schmelzen. Er wird mit Kühlraketen der Super-X III und der G-Force beschossen, um die Kernschmelze aufzuhalten. Kurz darauf stirbt Godzilla.
Miki, den Tränen nahe, sagt: „Deine Arbeit ist jetzt getan, Godzilla.“
Am Ende sieht man jedoch noch einmal Godzilla Jr., welcher die durch Godzillas Tod freigesetzte atomare Strahlung absorbiert hat und nun genauso aussieht wie der alte Godzilla.

## Hintergrund
Den Vorschlag, Godzilla sterben zu lassen, hatte Regisseur Takao Okawara schon 1993 zu Godzilla gegen MechaGodzilla II, doch die Tōhō-Bosse entschieden sich dagegen. Zwei Jahre später setzten sie den Vorschlag dann doch in die Tat um. Zum einen hatte die Konkurrenzfirma Daiei mit Gamera – Guardian of the Universe einen beeindruckenden Neustart in die 1980 stillgelegte Gamera-Reihe gebracht. Ein anderer Grund war, dass der vorherige Film Godzilla gegen SpaceGodzilla an den Kinokassen gefloppt war. Die Tōhō-Chefs erkannten, dass die Verlautbarung, das klassische japanische Monster sterben zu lassen, für viel Werbung sorgen würde.
Godzilla gegen Destoroyah  wurde am 9. Dezember 1995 in Japan uraufgeführt. Am Abend gab Koichi Kawakita bekannt, dass er sich von seinem Posten zurückziehen werde, doch schon 1996 übernahm er für Mothra – Das Siegel der Elias die Leitung der Spezialeffekte. Der Film erschien in Deutschland im Juni 2002 auf VHS und DVD und am 30. Mai 2014 auf Blu-ray.
Für zwei der Urväter des Kaiju Eigas war dies die letzte Mitwirkung an einem Godzilla-Film: Ifukube Akira und Tomoyuki Tanaka. Tomoyuki Tanaka, der von 1954 bis 1995 alle Godzilla-Filme produziert hatte, verstarb am 2. April 1997. Ifukube lieferte nach diesem Film keine neue Musik mehr für einen Godzillafilm und starb am 8. Februar 2006. Seine bisherigen Beiträge wurden aber in den nachfolgenden japanischen Godzilla-Filmen wieder verwendet, weswegen er in den Credits stets angegeben wurde. Ebenso verkörperte Momoko Kōchi die Rolle der Emiko Yamane, die im Original von 1954 die weibliche Hauptrolle darstellte. Dies wurde ebenso ihr letzter Film, sie verstarb am 5. November 1998.
Eigentlich wollten die Tōhō-Bosse wieder 10 Jahre verstreichen lassen, wie zuletzt zwischen dem letzten Film der Showa-Reihe Die Brut des Teufels von 1975 und dem ersten Film der Heisei-Reihe Godzilla – Die Rückkehr des Monsters von 1984. Doch schon 1999 übernahm wieder Takao Okawara die Regie für Godzilla 2000 - Millennium.

## Rezeption
Das weltweite Einspielergebnis betrug rund 37,2 Millionen US-Dollar.
Der Film wurde auf der Webseite Rotten Tomatoes als der beste bewerteten Godzilla Film benannt. So gefiel der Film bei den Kritikern zu 100 Prozent positiv. Auch dem Publikum gefiel der Film gut (97 Prozent positiv).